# Брент Піроу
Брент Піроу (англ. Brent Pirow; нар. 6 лютого 1959) — колишній південноафриканський тенісист.
Найвищу одиночну позицію світового рейтингу — 229 місце досяг 3 січня 1983, парну — 254 місце — 3 січня 1983 року.
Найвищим досягненням на турнірах Великого шолома було 2 коло в одиночному та змішаному парному розрядах.

## Титули на челленджерах

### Одиночний розряд: (1)
| Рік  | Турнір                        | Покриття | Суперник   | Рахунок       |
| ---- | ----------------------------- | -------- | ---------- | ------------- |
| 1982 | Лі-он-Солент, Велика Британія | Ґрунт    | Дерек Тарр | 6–7, 6–4, 6–1 |